# Galip İyitanır
Galip İyitanır (* 29. April 1950 in Ankara, Türkei) ist ein deutsch-türkischer Dokumentarfilm-Regisseur und Filmeditor u. a. eines Oscar-prämierten Films.

## Leben
İyitanır besuchte die Fachhochschule für Elektrotechnik in Ankara. Danach kam er 1973 nach West-Berlin. Nach einer Sprachausbildung am Goethe-Institut folgte von 1974 bis 1979 ein Studium der Deutschen Philologie an der TU Berlin. Neben dem Studium arbeitete er zwischenzeitlich als Dozent für türkische Literatur an der Volkshochschule Neukölln.
Nach dem Studium arbeitete er ab 1980 zunächst als Schnittassistent und später als Editor für zahlreiche Kino- und Fernsehfilme. Für das Theaterstück „Scheich Bedreddin“ übernahm er die Produktion und Dramaturgie. Seine erste Regiearbeit war 2004 der Dokumentarfilm Olga Benario, ein Leben für die Revolution.
Bereits 1990 war er für den Schnitt von Reise der Hoffnung verantwortlich, der 1991 den Auslands-Oscar für die Schweiz gewann.
Galip İyitanır lebt in Köln.

## Filmografie

### Als Editor
- 1986: Rosa Luxemburg (Schnittassistenz)
- 1988: Erebos (Fernsehfilm)
- 1989: Zugzwang (Kinofilm)
- 1990: Reise der Hoffnung (Kinofilm)
- 1995: Das ist Dein Ende (Fernsehfilm)
- 1999: Urlaub auf Leben und Tod – Eine Familie hält zusammen (Fernsehfilm)
- 2000: Recycled (Fernsehfilm)
- 2012: Eisheimat (Dokumentarfilm)

### Als Regisseur
- 2004: Olga Benario, ein Leben für die Revolution
- 2007: Roxalena – Sklavin auf dem Sultansthron